# Jerónimo Ibrán
Jerónimo Ibrán y Mula (Mataró, Barcelona, 29 de noviembre de 1842 - Oviedo, 21 de marzo de 1910) fue un ingeniero de minas español impulsor del desarrollo industrial del Principado de Asturias.
Hizo sus primeros estudios en Gerona y antes de los veintiún años había concluido la carrera de ingeniero, comenzando sus prácticas en las minas de Almadén. Pronto se traslada a Asturias, donde permanece cuatro años, al cabo de los cuales pasa de profesor de metalurgia a la Escuela de Minas de Madrid, y al poco publica un interesante libro con el título de Álbum de metalurgia. En la misma escuela explica también la asignatura de Construcción.
En 1873 renuncia a la docencia y se traslada nuevamente a Asturias. Numa Guilhou le confía la dirección técnica y administrativa de la Fábrica de Mieres, que no tardó en convertirse en una gran factoría de los últimos adelantos de aquel tiempo. Entre otros importantes talleres, montó allí uno de construcciones metálicas con aplicación a puentes y vigas armadas, que fue el primero en España que realizó trabajos de esta clase en gran escala.
Nombrado director de la Escuela de Capataces de Minas, que desde julio de 1874 había vuelto a radicar en Mieres, a sus gestiones se debió el que por Real Orden de julio de 1881 se crease la especialidad de Capataces de Minas, Hornos y Máquinas y adquiriera la Escuela una vitalidad extraordinaria. Jerónimo Ibrán fue también el creador de los Ferrocarriles Económicos de Asturias cuya dirección desempeñó hasta su muerte. Figuró con gran autoridad en los consejos de administración de Duro-Felguera, Ferrocarril de Langreo y otras importantes sociedades, a cuya fundación contribuyó eficazmente, como la fábrica de cemento de Tudela Veguín, Azucarera y destilerías de Lieres, Cervecera de Colloto, Tornillera de Ventanielles, etc.
En 1890 formó parte de la comisión ovetense que acudió a la asamblea convocada en Zaragoza por Joaquín Costa, de la cual nacieron las Cámaras Oficiales de Comercio, siendo presidente de la de Oviedo desde 1898 hasta 1900. Por espacio de diez años consecutivos, a partir de 1883 fue también diputado provincial, desempeñando la vicepresidencia desde 1886 a 1890.
En 1902 publicó dos nuevas e importantes obras tituladas Metalurgia General y Puentes metálicos. Ascendido ya a inspector general del cuerpo de minas, solicitó en 1905 la jubilación en el servicio oficial, pero continuó activamente en los múltiples trabajos privados que tenía encomendados, hasta su muerte.
Por su legado al desarrollo industrial de la región, los ayuntamientos de Mieres y Oviedo le han dedicado sendas calles en sus ciudades.

## Obras
- Álbum de metalurgia
- Metalurgia General
- Puentes metálicos

- Datos: Q5929519